# Louis Gressier
Louis Gressier (francès: Louis Auguste Gressier)  (Boulogne-sur-Mer, 12 de maig de 1897 - Boulogne-sur-Mer, 14 de gener de 1959) fou un remer francès que va competir durant la dècada de 1920.
El 1924 va prendre part en els Jocs Olímpics de París, on va guanyar la medalla de plata en la prova del quatre amb timoner del programa de rem.